# Кальдьеро
Кальдьеро (итал. Caldiero) — коммуна в Италии, располагается в провинции Верона области Венеция.
Население составляет 6046 человек (на 2004 г.), плотность населения составляет 562 чел./км². Занимает площадь 10,42 км². Почтовый индекс — 37042. Телефонный код — 045.
Покровителем коммуны почитается святой апостол и евангелист Матфей. Праздник ежегодно празднуется 28 февраля.

## История
12 ноября 1796 года, французские войска под начальством Массены и Ожеро тщетно старались сбить с позиции австрийцев, которыми командовал Альвинци.
30 октября 1805 года, в ходе Войны третьей коалиции, 37 тысяч французов под командованием маршала Андре Массена столкнулись с 50-тысячной австрийской армией под командованием эрцгерцога Карла, укрепившейся в деревне Кальдьеро и на окрестных высотах. Австрийцы потеряли около 3000 убитыми и ранеными, а французы около 4-х тысяч человек.